# جيف فوس
جيف فوس (بالإنجليزية: Jeff Foss)‏ هو لاعب هوكي الجليد أمريكي، ولد في 12 فبراير 1988 في فارغو في الولايات المتحدة.

## وصلات خارجية
- جيف فوس على موقع دوري الهوكي الوطني (الإنجليزية)
- جيف فوس على موقع EliteProspects.com (الإنجليزية)
- جيف فوس على موقع HockeyDB.com (الإنجليزية)